# Giulia Compagnoni
Giulia Compagnoni (Valfurva, 28 ottobre 1996) è una scialpinista e fondista di corsa in montagna italiana, membro della nazionale italiana di sci alpinismo e del Centro Sportivo Esercito.

## Biografia
Giulia Compagnoni è cresciuta a Madonna dei Monti, frazione del comune di Valfurva in Valtellina, nella provincia di Sondrio.
In giovane età ha praticato vari sport, tra i quali lo sci di fondo e la corsa in montagna, venendo convocata nella categoria juniores ai campionati europei di corsa in montagna nel 2014 ad Gap, in Francia.
All'età di 15 anni incrementa l'attività scialpinistica, iniziando ad allenarsi, sotto la guida di Davide Canclini, con un gruppo di ragazze appartenenti allo Sci Club Alta Valtellina e prendendo parte ad alcune gare. Nel 2012 viene convocata per la prima volta dalla nazionale italiana di sci alpinismo e il 24 ottobre 2016 viene arruolata, insieme a Alba De Silvestro, nel Centro Sportivo Esercito.
Ai mondiali di Alpago 2017 si è aggiudicata la medaglia di bronzo nella staffetta, gareggiando con le connazionali Alba De Silvestro e Martina Valmassoi.

## Palmarès

### Corsa in montagna
| Anno | Manifestazione               | Sede | Evento         | Risultato | Prestazione | Note  |
| ---- | ---------------------------- | ---- | -------------- | --------- | ----------- | ----- |
| 2014 | Europei di corsa in montagna | Gap  | Donne juniores | 30ª       | 24'39"      | [ 5 ] |
| 2014 | Europei di corsa in montagna | Gap  | A squadre      | 6ª        | 56 p.       | [ 6 ] |

### Scialpinismo
Mondiali 
| Anno | Sede                       | Data             | Categoria | Tipologia   | Risultato | Note                                      |
| ---- | -------------------------- | ---------------- | --------- | ----------- | --------- | ----------------------------------------- |
| 2013 | Pelvoux                    | 11 febbraio 2013 | Cadetti   | Sprint      | 5ª        | [ 7 ]                                     |
| 2013 | Pelvoux                    | 12 febbraio 2013 | Cadetti   | Individuale | Bronzo    | [ 7 ]                                     |
| 2013 | Pelvoux                    | 14 febbraio 2013 | Cadetti   | Vertical    | Oro       | [ 7 ]                                     |
| 2015 | Verbier                    | 6 febbraio 2015  | Junior    | Sprint      | Argento   | [ 7 ]                                     |
| 2015 | Verbier                    | 7 febbraio 2015  | Junior    | Vertical    | Oro       | [ 7 ]                                     |
| 2015 | Verbier                    | 9 febbraio 2015  | Junior    | Individuale | Oro       | [ 7 ]                                     |
| 2017 | Alpago-Piancavallo         | 24 febbraio 2017 | Senior    | Individuale | 12ª       | Argento nella classifica U23              |
| 2017 | Alpago-Piancavallo         | 28 febbraio 2017 | Senior    | Sprint      | 15ª       | 7ª nella classifica U23                   |
| 2017 | Alpago-Piancavallo         | 1 marzo 2017     | Senior    | Vertical    | 10ª       | Oro nella classifica U23                  |
| 2017 | Alpago-Piancavallo         | 2 marzo 2017     | Senior    | Staffetta   | Bronzo    | con Alba De Silvestro e Martina Valmassoi |
| 2019 | Villars-sur-Ollon          | 10 marzo 2019    | Senior    | Sprint      | 12ª       | 6ª nella classifica U23                   |
| 2019 | Villars-sur-Ollon          | 12 marzo 2019    | Senior    | Individuale | 16ª       | 4ª nella classifica U23                   |
| 2019 | Villars-sur-Ollon          | 13 marzo 2019    | Senior    | Vertical    | 13ª       | Bronzo nella classifica U23               |
| 2021 | Coma Pedrosa               | 2 marzo 2021     | Senior    | Sprint      | 9ª        | [ 7 ]                                     |
| 2021 | Coma Pedrosa               | 4 marzo 2021     | Senior    | Vertical    | 5ª        | [ 7 ]                                     |
| 2021 | Coma Pedrosa               | 6 marzo 2021     | Senior    | Individuale | 10ª       | [ 7 ]                                     |
| 2023 | Boí Taüll                  | 28 febbraio 2023 | Senior    | Sprint      | 6ª        | [ 9 ]                                     |
| 2023 | Boí Taüll                  | 2 marzo 2023     | Senior    | Team        | 4ª        | con Mara Martini                          |
| 2023 | Boí Taüll                  | 4 marzo 2023     | Senior    | Individuale | 5ª        | [ 11 ]                                    |
| 2025 | Morgins (Portes du Soleil) | 4 marzo 2025     | Senior    | Vertical    | 8ª        | [ 12 ]                                    |
| 2025 | Morgins (Portes du Soleil) | 7 marzo 2025     | Senior    | Individuale | 8ª        | [ 13 ]                                    |
| 2025 | Morgins (Portes du Soleil) | 8 marzo 2025     | Senior    | Team        | Bronzo    | con Ilaria Veronese                       |

 Europei 
| Anno | Sede                  | Data             | Categoria | Tipologia   | Risultato | Note                     |
| ---- | --------------------- | ---------------- | --------- | ----------- | --------- | ------------------------ |
| 2012 | Pelvoux               | 6 febbraio 2012  | Cadetti   | Sprint      | 6ª        | [ 15 ]                   |
| 2012 | Pelvoux               | 7 febbraio 2012  | Cadetti   | Individuale | Bronzo    | [ 16 ]                   |
| 2012 | Pelvoux               | 9 febbraio 2012  | Cadetti   | Vertical    | 4ª        | [ 17 ]                   |
| 2014 | Arcalis Ordino        | 14 febbraio 2014 | Junior    | Vertical    | Argento   | [ 18 ]                   |
| 2014 | Arcalis Ordino        | 16 febbraio 2014 | Junior    | Individuale | Argento   | [ 7 ]                    |
| 2016 | Salvan-Les Marécottes | 5 febbraio 2016  | Junior    | Individuale | 4ª        | [ 7 ]                    |
| 2016 | Salvan-Les Marécottes | 7 febbraio 2016  | Junior    | Sprint      | Bronzo    | [ 7 ]                    |
| 2018 | Nicolosi              | 22 febbraio 2018 | Senior    | Sprint      | 20ª       | 10ª nella classifica U23 |
| 2018 | Nicolosi              | 24 febbraio 2018 | Senior    | Individuale | 26ª       | 9ª nella classifica U23  |
| 2018 | Nicolosi              | 25 febbraio 2018 | Senior    | Vertical    | 19ª       | 7ª nella classifica U23  |
| 2022 | Boí Taüll             | 9 febbraio 2022  | Senior    | Sprint      | 8ª        | [ 7 ]                    |
| 2022 | Boí Taüll             | 10 febbraio 2022 | Senior    | Vertical    | 16ª       | [ 7 ]                    |
| 2024 | Flaine-Chamonix       | 8 gennaio 2024   | Senior    | Individuale | 7ª        | [ 19 ]                   |
| 2024 | Flaine-Chamonix       | 10 gennaio 2024  | Senior    | Sprint      | 9ª        | [ 20 ]                   |
| 2024 | Flaine-Chamonix       | 11 gennaio 2024  | Senior    | Vertical    | 9ª        | [ 21 ]                   |

 Coppa del Mondo 

## Altre competizioni internazionali
2019

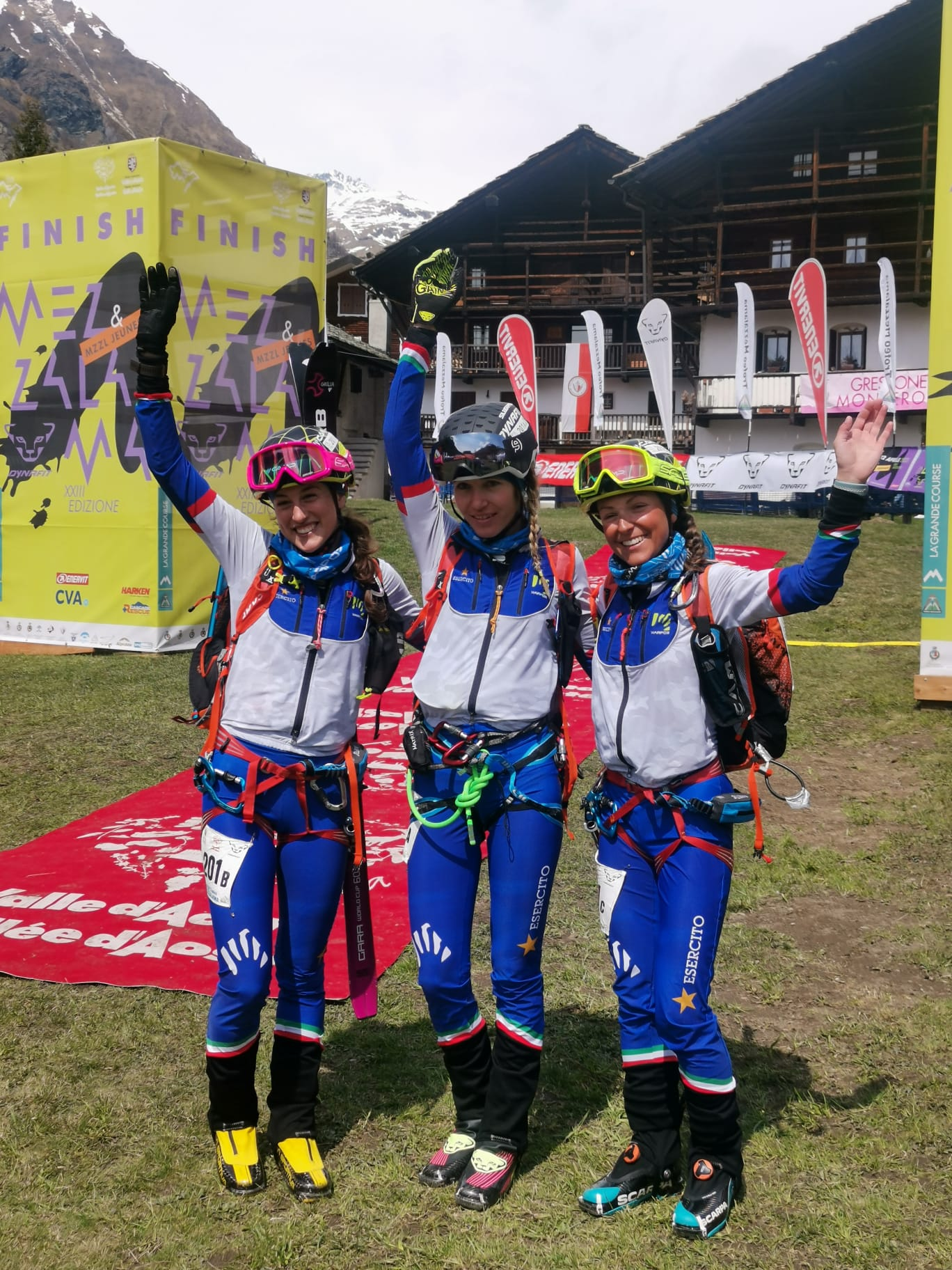
Giulia Compagnoni (a destra) con Alba De Silvestro (al centro) e Giulia Murada dopo la vittoria del XXIII Trofeo Mezzalama 2023.

- Oro all'Epic Ski Tour - Davos (gara vertical)
- Oro all'Epic Ski Tour - Davos (gara individuale)

2020
- Oro all'Epic Ski Tour - Trofeo Fiou
- 4ª all'Epic Ski Tour - Trento Monte Bondone

2021
- Oro all'Adamello Ski Raid, in team con  Giulia Murada

2022
- 6ª al Tour du Rutor, in team con  Elena Nicolini
- Argento alla Vertical di natale (Livigno)

2023
- Bronzo all'Adamello Ski Raid, in team con  Ilaria Veronese
- Oro al Trofeo Mezzalama, in team con  Alba De Silvestro e  Giulia Murada

2024
- Bronzo alla Valtellina Orobie

2025
- Oro alla Sellaronda Skimarathon, in team con  Noemi Junod